# NGC 7347
NGC 7347 (również PGC 69443 lub UGC 12136) – galaktyka spiralna (Sc), znajdująca się w gwiazdozbiorze Pegaza. Odkrył ją John Herschel 9 października 1830 roku.